# Charaxes epilais
Charaxes epilais är en fjärilsart som beskrevs av Jacob Hübner 1819. Charaxes epilais ingår i släktet Charaxes och familjen praktfjärilar. Inga underarter finns listade i Catalogue of Life.